# Коростенский завод химического машиностроения
Коростенский завод химического машиностроения (укр. Коростенський завод хімічного машинобудування) — промышленное предприятие в городе Коростень Житомирской области.

## История
Завод был создан в 1949 году в соответствии с четвёртым пятилетним планом восстановления и развития народного хозяйства СССР и введен в эксплуатацию как специализированное предприятие "Торфмаш" по производству торфодобывающих машин для местной промышленности УССР. Первой продукцией предприятия были торфодобывающие комбайны, торфостилочные машины, стрелочные переводы, топливозаправщики, вагонозагрузчики зерна и конвейерные сушилки.
В 1959 году завод был переориентирован на выпуск химического оборудования и в 1961 году получил новое наименование: Коростенский завод химического машиностроения. В дальнейшем, завод был оснащён новым высокопроизводительным станочным, сварочным и сборочно-сварочным оборудованием и освоил изготовление теплообменного, холодильного, сушильного, емкостного и окрасочного оборудования.
В 1965 г. было завершено строительство второй очереди завода, что значительно расширило производственные возможности предприятия, в 1967 году за достигнутые успехи в работе заводу было присвоено почётное наименование "Коростенский завод имени 50-летия Великой Октябрьской Социалистической революции".
В 8-ю пятилетку (1966 - 1970) был построен новый производственный корпус завода, в 1975 году была введена в действие третья очередь завода и корпус по производству сосудов Дьюара.
В 1985-1986 гг. по программе производственной кооперации завод освоил производство упорных фланцев и концевых гаек для предприятий чёрной металлургии УССР.
В советское время завод входил в число ведущих предприятий города. Продукция завода изготавливалась со "Знаком качества", неоднократно экспонировалась на ВДНХ СССР и поставлялась на экспорт в 35 стран мира.
В мае 1995 года Кабинет министров Украины включил комбинат в перечень предприятий, подлежащих приватизации в течение 1995 года, после чего государственное предприятие было преобразовано в открытое акционерное общество.
Начавшийся в 2008 году экономический кризис осложнил положение завода (который завершил 2008 год с убытком 6,479 млн. гривен), в 2009 году владельцем блокирующего пакета акций предприятия (26,3%) стала киевская компания «Фактор Капитал».
2009 год завод завершил с чистой прибылью 68 тыс. гривен. В 2010 году завод являлся единственным производителем сосудов Дьюара и панельных плёночных испарителей на территории Украины, основными собственниками предприятия являлись зарегистрированная на Кипре компания "Викэймер Инвестментс Лимитед" (45,14% акций) и киевская компания «Фактор Капитал» (37,55% акций).
2010 год завод завершил с убытком 8,8 млн. гривен.

## Современное состояние
Завод осуществляет проектирование и изготовление теплообменного и колонного ёмкостного оборудования, аппаратов воздушного охлаждения для химической и нефтеперерабатывающей промышленности, шаровых кранов для нефтегазопроводов, криогенных сосудов емкостью 5-40 л, навесного оборудования для сельхозтехники и твердотопливных отопительных котлов.